# 雲頂夢號郵輪
雲頂夢號（Genting Dream）是名勝世界郵輪旗下的一艘郵輪，於2015年至2016年在德國帕彭堡的迈尔造船厂（Meyer Werft）建造，排水量達到151,300噸，與星夢郵輪的世界夢號是姊妹船。

## 服務歷史
- 在2013年10月15日，雲頂香港向迈尔造船厂正式下訂為麗星郵輪建造一艘150,000噸的豪華郵輪，並命名為雲頂世界號。
- 在2015年11月7日，雲頂香港宣佈將調配雲頂世界號到全新品牌星夢郵輪營運，並更名為雲頂夢號。
- 在2016年8月19日，雲頂夢號正式下水，並於9月離開船廠，進行連串的海上測試。
- 在2016年10月，雲頂夢號正式投入服務。
- 在2022年8月，轉為名勝世界郵輪旗下營運。

## 設施
雲頂夢號設有35種餐飲，且船上設有泳池、遊戲室、攀岩牆、迷你高爾夫及多達6條水上滑梯，更有獨步全球郵輪可下潛200米的潛水器。

## 姊妹船
- 世界夢號為雲頂夢號的姊妹船，於2016年開始建造，並於2017年下水及投入服務。